# Französische Rugby-Union-Meisterschaft 1973/74
Die Saison 1973/74 war die 75. Austragung der französischen Rugby-Union-Meisterschaft (französisch Championnat de France de rugby à XV). Sie umfasste je 64 Mannschaften in der ersten Division (heutige Top 14), bestehend aus zwei Stärkeklassen.
Die Meisterschaft umfasste zwei Phasen. Die 32 besten Mannschaften der vorherigen Saison bildeten die obere Stärkeklasse und waren in vier Gruppen mit je acht Mannschaften unterteilt. Es qualifizierten sich jeweils die Erst- bis Sechstplatzierten für die Finalphase, während für die Siebt- und Achtklassierten die Saison vorbei war. Die 32 schlechteren Mannschaften der vorherigen Saison bildeten die untere Stärkeklasse. Auch sie waren in vier Gruppen mit je acht Mannschaften unterteilt. Die Erst- und Zweitplatzierten qualifizierten sich ebenfalls für die Finalphase. Es folgten Sechzehntel-, Achtel-, Viertel- und Halbfinale sowie das Finale. Im Endspiel, das am 12. Mai 1974 erstmals im Parc des Princes in Paris stattfand, trafen die zwei Halbfinalsieger aufeinander und spielten um den Bouclier de Brennus. Dabei setzte sich die AS Béziers gegen den RC Narbonne durch und errang zum vierten Mal den Meistertitel.

## Obere Stärkeklasse
|    | Team                      | Siege | Unent. | Ndlg. | Spiel- punkte | Diff. | Tabellen- punkte |
| -- | ------------------------- | ----- | ------ | ----- | ------------- | ----- | ---------------- |
| 1. | SU Agen                   | 11    | 0      | 3     | 224:75        | + 149 | 22               |
| 2. | Stadoceste Tarbais        | 10    | 0      | 4     | 270:134       | + 136 | 20               |
| 3. | Stade Toulousain          | 8     | 1      | 5     | 243:149       | + 94  | 17               |
| 4. | Aviron Bayonnais          | 7     | 1      | 6     | 163:176       | − 13  | 15               |
| 5. | ES Avignon Saint-Saturnin | 5     | 1      | 8     | 128:219       | − 91  | 11               |
| 6. | Saint-Girons SC           | 4     | 2      | 8     | 97:225        | − 128 | 10               |
| 7. | Stade Aurillacois         | 4     | 1      | 9     | 90:179        | − 89  | 9                |
| 8. | Stade Dijonnais           | 4     | 0      | 10    | 140:198       | − 58  | 8                |

|    | Team               | Siege | Unent. | Ndlg. | Spiel- punkte | Diff. | Tabellen- punkte |
| -- | ------------------ | ----- | ------ | ----- | ------------- | ----- | ---------------- |
| 1. | RC Narbonne        | 10    | 2      | 2     | 344:148       | + 196 | 22               |
| 2. | AS Montferrand     | 10    | 1      | 3     | 277:164       | + 113 | 21               |
| 3. | US Dax             | 9     | 1      | 4     | 243:184       | + 59  | 19               |
| 4. | Biarritz Olympique | 7     | 2      | 5     | 217:169       | + 48  | 16               |
| 5. | RC Vichy           | 6     | 3      | 5     | 155:154       | + 1   | 15               |
| 6. | FC Lourdes         | 3     | 4      | 7     | 166:166       | ± 0   | 10               |
| 7. | SC Graulhet        | 3     | 1      | 10    | 118:283       | − 165 | 7                |
| 8. | Boucau Stade       | 0     | 2      | 12    | 89:342        | − 253 | 2                |

|    | Team              | Siege | Unent. | Ndlg. | Spiel- punkte | Diff. | Tabellen- punkte |
| -- | ----------------- | ----- | ------ | ----- | ------------- | ----- | ---------------- |
| 1. | AS Béziers        | 10    | 0      | 4     | 234:104       | + 130 | 20               |
| 2. | Stade Rochelais   | 8     | 0      | 6     | 143:145       | − 2   | 16               |
| 3. | La Voulte Sportif | 6     | 3      | 5     | 145:118       | + 27  | 15               |
| 4. | Section Paloise   | 7     | 1      | 6     | 168:181       | − 13  | 15               |
| 5. | RC Toulon         | 7     | 0      | 7     | 126:144       | − 18  | 14               |
| 6. | CA Bègles         | 6     | 0      | 8     | 155:185       | − 30  | 12               |
| 7. | Valence Sportif   | 5     | 1      | 8     | 154:171       | − 17  | 11               |
| 8. | Castres Olympique | 4     | 1      | 9     | 112:189       | − 77  | 9                |

|    | Team                  | Siege | Unent. | Ndlg. | Spiel- punkte | Diff. | Tabellen- punkte |
| -- | --------------------- | ----- | ------ | ----- | ------------- | ----- | ---------------- |
| 1. | CA Brive              | 11    | 0      | 3     | 392:119       | + 273 | 22               |
| 2. | Stade Bagnérais       | 8     | 1      | 5     | 195:186       | + 9   | 17               |
| 3. | Stade Lavelanétien    | 7     | 1      | 6     | 123:214       | − 91  | 15               |
| 4. | US Bressane           | 7     | 0      | 7     | 160:128       | + 32  | 14               |
| 5. | Racing Club de France | 7     | 0      | 7     | 185:166       | + 19  | 14               |
| 6. | USA Perpignan         | 7     | 0      | 7     | 186:171       | + 15  | 14               |
| 7. | Stade Beaumontois     | 6     | 0      | 8     | 113:206       | − 93  | 12               |
| 8. | FC Grenoble           | 2     | 0      | 12    | 84:248        | − 164 | 4                |

## Untere Stärkeklasse
Aus der unteren Stärkeklasse qualifizierten sich folgende Mannschaften für die Finalphase:
- SC Albi
- AS Mérignac
- Stade Montois
- US Montauban
- Stade Montchaninois
- RRC Nice
- Saint-Jean-de-Luz OR
- SC Tulle

## Finalphase

### 1/16-Finale
| Datum            | Begegnung                                | Ergebnis |
| ---------------- | ---------------------------------------- | -------- |
| 24. Februar 1974 | AS Béziers – US Bressane                 | 09:03    |
| 24. Februar 1974 | Stade Montchaninois – Stade Lavelanétien | 00:08    |
| 24. Februar 1974 | RRC Nice – ES Avignon Saint-Saturnin     | 22:03    |
| 24. Februar 1974 | Stade Rochelais – La Voulte Sportif      | 09:03    |
| 24. Februar 1974 | CA Brive – Saint-Girons SC               | 32:03    |
| 24. Februar 1974 | SC Albi – Stade Toulousain               | 12:10    |
| 24. Februar 1974 | Racing Club de France – Stade Montois    | 27:11    |
| 24. Februar 1974 | USA Perpignan – AS Montferrand           | 17:06    |
| 24. Februar 1974 | RC Narbonne – FC Lourdes                 | 09:06    |
| 24. Februar 1974 | Biarritz Olympique – SC Tulle            | 14:10    |
| 24. Februar 1974 | US Montauban – RC Toulon                 | 09:14    |
| 24. Februar 1974 | Stadoceste Tarbais – Aviron Bayonnais    | 16:07    |
| 24. Februar 1974 | SU Agen – CA Bègles                      | 24:09    |
| 24. Februar 1974 | Section Paloise – AS Mérignac            | 18:15    |
| 24. Februar 1974 | Saint-Jean-de-Luz OR – US Dax            | 03:15    |
| 24. Februar 1974 | Stade Bagnérais – RC Vichy               | 10:18    |

### Achtelfinale
| Datum         | Begegnung                             | Ergebnis |
| ------------- | ------------------------------------- | -------- |
| 24. März 1974 | AS Béziers – Stade Lavelanétien       | 15:06    |
| 24. März 1974 | RRC Nice – Stade Rochelais            | 22:12    |
| 24. März 1974 | CA Brive – SC Albi                    | 41:0     |
| 24. März 1974 | Racing Club de France – USA Perpignan | 06:10    |
| 24. März 1974 | RC Narbonne – Biarritz Olympique      | 28:08    |
| 24. März 1974 | RC Toulon – Stadoceste Tarbais        | 12:16    |
| 24. März 1974 | SU Agen – Section Paloise             | 21:24    |
| 24. März 1974 | US Dax – RC Vichy                     | 16:06    |

### Viertelfinale
| Datum          | Begegnung                        | Ergebnis |
| -------------- | -------------------------------- | -------- |
| 14. April 1974 | AS Béziers – RRC Nice            | 06:0     |
| 14. April 1974 | CA Brive – USA Perpignan         | 25:15    |
| 14. April 1974 | RC Narbonne – Stadoceste Tarbais | 16:09    |
| 14. April 1974 | Section Paloise – US Dax         | 13:08    |

### Halbfinale
| Datum          | Begegnung                     | Ergebnis |
| -------------- | ----------------------------- | -------- |
| 28. April 1974 | AS Béziers – CA Brive         | 19:10    |
| 28. April 1974 | RC Narbonne – Section Paloise | 15:09    |

### Finale
| 12. Mai 1974 | AS Béziers     | 16 : 14 | RC Narbonne | Parc des Princes, Paris Zuschauer: 40.609 Schiedsrichter: Francis Palmade |
| 12. Mai 1974 | (10:7) Bericht |         |             | Parc des Princes, Paris Zuschauer: 40.609 Schiedsrichter: Francis Palmade |

Aufstellungen
AS Béziers: Richard Astre, Yvan Buonomo, Henri Cabrol, Jack Cantoni, Paul Cieply, Gabriel Constantino, Alain Estève, Joseph Navarro, Alain Paco, Michel Palmié, Jean-Pierre Pesteil, Christian Prax, Olivier Saïsset, Georges Senal, Armand Vaquerin
RC Narbonne: André Belzons, Jean-Michel Benacloï, Daniel Dumas, Henri Ferrero, Jean-Pierre Hortoland, Raymond Canaguier, Jo Maso, Alain Montlaur, Pierre Salettes, François Sangalli, Claude Spanghero, Jean-Marie Spanghero, Walter Spanghero, Gérard Sutra, Patrick Taurines, Gérard Viard